# 아세안 대학 네트워크

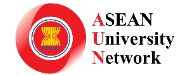
아세안 대학 네트워크 로고

아세안 대학 네트워크(영어: ASEAN University Network, AUN)는 동남아시아 지역의 대학교 단체이다. 1995년 11월 아세안 국가의 13개 대학을 회원으로 하여 출범하였다. 이후 아세안 회원국 수의 확대와 함께 현재는 30개 대학교가 속해 있다.
AUN의 자매 단체로서 아세안+3에 속한 대한민국, 중국, 일본의 대학교로 구성된 아세안+3 대학 네트워크(영어: ASEAN+3 University Network)는 2012년 11월에 출범하여 현재 21개 대학교가 속해 있다.

## 구조
아세안 대학 네트워크(AUN)는 동남아시아 국가 연합 10개국에 위치한 30개 대학교를 포함하는 단체이다. AUN은 이사회, 회원 대학교, AUN 사무국으로 구성된다. 이사회는 아세안 10개국의 대표 각 1명, 아세안 사무총장, 아세안 교육 위원회(ASCOE) 의장, AUN 전무이사로 구성된다. 이사회는 정책 구상, 계획안 승인, 예산 할당, 정책 실행 조율 등의 역할을 수행한다. 회원 대학교들은 AUN의 프로그램과 정책을 실행하는 역할을 맡는다. 1995년 창설 당시에 AUN은 7개국의 13개 대학교로 이루어져 있었다. 미얀마, 라오스, 캄보디아가 아세안에 포함되면서 회원교의 수는 21개로 늘었다. 많은 대학교에서 가입 신청이 있었지만, 새로운 아세안 회원국에 속한 학교만을 받아들이기로 결정되었다. 그러나 아세안 지역의 다른 대학교들도 정기적으로 옵서버로 초대된다. AUN 사무국은 AUN 활동의 계획·조직·감시·평가 및 새로운 정책 개발과 기금 확보를 수행한다. AUN 사무국은 2000년부터 태국 방콕의 쭐랄롱꼰 대학교 캠퍼스에 위치해 있다.

## AUN 핵심 회원교
현재 아세안 대학 네트워크는 아세안 10개국에 위치한 30개의 핵심 회원 대학교로 이루어져 있다.
| 라오스 - 라오스 국립 대학교(NUOL) (비엔티안) 말레이시아 - 말라야 대학교(UM) (쿠알라룸푸르) - 말레이시아 국립 대학교(UKM) (슬랑오르) - 말레이시아 과학 대학교(USM) (피낭) - 말레이시아 북부 대학교(UUM) (크다) - 푸트라 말레이시아 대학교(UPM) (슬랑오르) 미얀마 - 만달레 대학교(MU) (만달레) - 양곤 대학교(UY) (양곤) - 양곤 경제 대학교(YUE) (양곤) 베트남 - 껀터 대학교(CTU) (껀터) - 하노이 국가대학(VNU-Hanoi) (하노이) - 호찌민시 국가대학(VNU-HCM) (호찌민) 브루나이 - 브루나이 다루살람 대학교(UBD) (반다르스리브가완) 싱가포르 - 난양 공과대학교(NTU) (싱가포르 서구) - 싱가포르 국립대학교(NUS) (싱가포르 중앙구) - 싱가포르 경영대학(SMU) (싱가포르 중앙구) | 인도네시아 - 가자 마다 대학교(UGM) (욕야카르타) - 반둥 공과대학교(ITB) (반둥) - 아이를랑가 대학교(UNAIR) (수라바야) - 인도네시아 대학교(UI) (자카르타) 캄보디아 - 왕립 법·경제 대학교(RULE) (프놈펜) - 왕립 프놈펜 대학교(RUPP) (프놈펜) 태국 - 마히돌 대학교(MU) (방콕, 나콘빠톰) - 부라파 대학교(BUU) (촌부리) - 송클라 왕자 대학교(PSU) (송클라) - 치앙마이 대학교(CMU) (치앙마이) - 쭐랄롱꼰 대학교(CU) (방콕) 필리핀 - 드라살 대학교(DLSU) (마닐라) - 마닐라 아테네오 대학교(AdMU) (케손시티) - 필리핀 대학교(UP) (케손시티) |